# Polska Formuła 3 Sezon 2002
Polska Formuła 3 Sezon 2002 – trzynasty sezon Polskiej Formuły 3, rozgrywany w ramach WSMP.

## Zwycięzcy
| Runda | Data            | Tor           | Pole position | Najszybsze okrążenie | Zwycięzca (kierowcy) | Zwycięzca (zespoły)        |
| ----- | --------------- | ------------- | ------------- | -------------------- | -------------------- | -------------------------- |
| 1     | ?               | Kielce        | ?             | Tadeusz Kłosowski    | Michał Gil           | Automobilklub Kielecki     |
| 2     | 25 maja         | Poznań        | ?             | Michał Gil           | Michał Gil           | Automobilklub Kielecki     |
| 3     | 6 lipca         | Poznań        | ?             | Tadeusz Kłosowski    | Michał Gil           | Automobilklub Kielecki     |
| 4     | 10 sierpnia     | Kamień Śląski | ?             | Tadeusz Kłosowski    | Tadeusz Kłosowski    | Lotos                      |
| 5     | 4 października  | Kielce        | ?             | Michał Gil           | Michał Gil           | Automobilklub Kielecki     |
| 6     | 25 października | Poznań        | ?             | Jacek Sadkiewicz     | Jacek Sadkiewicz     | Automobilklub Wielkopolski |

## Klasyfikacja kierowców
| Legenda oznaczeń w tabelach wyników Wyświetl szablon na nowej stronie | Legenda oznaczeń w tabelach wyników Wyświetl szablon na nowej stronie                                                                     |
| Oznaczenie                                                            | Wyjaśnienie |
| --------------------------------------------------------------------- | --- |
| Złoty                                                                 | Zwycięzca lub mistrzostwo |
| Srebrny                                                               | 2. miejsce lub wicemistrzostwo |
| Brązowy                                                               | 3. miejsce lub II wicemistrzostwo |
| Zielony                                                               | Ukończył, punktował (w klasyfikacji generalnej, gdy zdobył co najmniej jeden punkt na przestrzeni sezonu, poza trzema powyższymi opcjami) |
| Niebieski                                                             | Ukończył, nie punktował (w klasyfikacji generalnej, gdy nie zdobył co najmniej jednego punktu na przestrzeni sezonu)                      |
| Czerwony                                                              | Nie zakwalifikował się (NZ) |
| Czerwony                                                              | Nie prekwalifikował się (NPK) |
| Różowy                                                                | Nie ukończył (NU) |
| Różowy                                                                | Niesklasyfikowany (NS) (w klasyfikacji generalnej, gdy nie został sklasyfikowany w żadnym wyścigu sezonu)                                 |
| Czarny                                                                | Zdyskwalifikowany (DK) |
| Czarny                                                                | Wykluczony (WYK/EX) |
| Biały                                                                 | Nie wystartował (NW) |
| Biały                                                                 | Kontuzjowany (K/INJ) |
| Biały                                                                 | Wyścig odwołany (OD/C) |
| Bez koloru                                                            | Został wycofany (WYC/WD) |
| Bez koloru                                                            | Nie przybył (NP/DNA) |
| Bez koloru                                                            | Nie brał udziału w treningach (NT/DNP) |
| Bez koloru                                                            | Nie został zgłoszony (–) |
| Pogrubienie                                                           | Start z pole position |
| Kursywa                                                               | Najszybsze okrążenie wyścigu |
| †                                                                     | Nie ukończył, ale jego rezultat został zaliczony ze względu na przejechanie więcej niż 90% dystansu wyścigu.                              |
| *                                                                     | Sezon w trakcie |
| 1/2/3                                                                 | Punktowana pozycja w sprincie kwalifikacyjnym                                                                                             |
| Lista systemów punktacji Formuły 1                                    | |

| Poz. | Kierowca           | Zespół                     | KIE | POZ | POZ | KAM | KIE | POZ | Punkty |
| ---- | ------------------ | -------------------------- | --- | --- | --- | --- | --- | --- | ------ |
| 1    | Michał Gil         | Automobilklub Kielecki     | 1   | 1   | 1   | 2   | 1   | NU  | 192    |
| 2    | Tadeusz Kłosowski  | Lotos                      | 2   | 2   | 2   | 1   | NU  | 3   | 162    |
| 3    | Jacek Sadkiewicz   | Automobilklub Wielkopolski | 3   | 3   | 3   | 3   | NU  | 1   | 144    |
| 4    | Wojciech Jankowski | Automobilklub Rzemieślnik  | 4   | 4   | 5   | 6   | 3   | NU  | 116    |
| 5    | Marek Sawczenko    | Automobilklub Rzemieślnik  | 5   | 5   | 6   | 7   | NU  | 5   | 86     |
| 6    | Hieronim Kochański | Automobilklub Rzemieślnik  | -   | -   | -   | 5   | 4   | 4   | 70     |
| 7    | Robert Podolski    | Automobilklub Kielecki     | -   | -   | -   | 4   | 2   | -   | 56     |
| 8    | Tomasz Dąbrowski   |                            | 6   | NU  | 7   | -   | -   | -   | 39     |
| 9    | Cezary Czub        | Automobilklub Rzemieślnik  | -   | -   | -   | -   | -   | 2   | 32     |
| 10   | Maurycy Kochański  | Automobilklub Rzemieślnik  | -   | NW  | 4   | -   | -   | -   | 24     |